# Agustí Pons
Agustí Pons (Barcelona, 1947) es periodista y escritor.
Cursó estudios de periodismo en la Escuela de Periodismo de la Iglesia en Barcelona donde obtuvo el título en 1967. Lo revalidó  en la Escuela Oficial de Periodismo en 1973. Ha sido redactor de El Noticiero Universal (1964-1976) donde creó la sección de Cataluña y el suplemento literario. El año 1970 ganó el premio Manuel Brunet de la revista Destino por su reportaje “Tres paisatges de Joan Savat-Papasseit” y entró a formar parte de su redacción. Del 1972 al 1975 fue director de la revista Oriflama creada por el obispado de Vic y dirigida a un público joven. En 1976 formó parte del equipo fundacional del diario Avui, el primero publicado en catalán desde 1939.  Editorialista durante muchos años ejerció de subdirector de Opinión, Cultura y Espectáculos. Su columna “Figures, paisatges” le valió el Premio Ciudad de Barcelona de Periodismo en 1991.  Del 1999 al 2006 trabajó en la emisora Catalunya Cultura.  Fue jefe del gabinete del consejero de Cultura Max Cahner en el primer gobierno de Jordi Pujol.  Ha sido vicepresidente del PEN Club catalán, miembro de la Junta de Gobierno del Colegio de Periodistas de Catalunya y en la actualidad es socio de honor de l’Associació d’Escriptors en Llengua Catalana.  En 1991 obtuvo el premio Joan Fuster y el Premio Nacional de Cataluña de ensayo por su obra Deu daus (Diez dados), retrato de diez personalidades del mundo de la política y la cultura. Ha publicado las biografías de Joan Triadú, Pere Calders, Maria Aurèlia Capmany, Salvador Espriu, Nèstor Luján y Raimon Noguera. Del 2018 al 2021 ha ejercido de director de la Revista de Catalunya.
Es miembro de la Asociación de Escritores en Lengua Catalana, de la sección catalana del PEN Club Internacional y del Colegio de Periodistas de Cataluña.  
En el año 2015 le fue concedida la Cruz de Sant Jordi por su “maestría en la elaboración de biografías de referencia” y por su “significativa presencia en el panorama periodístico del último medio siglo en Catalunya”.

## Obra
Poesia
- Cossos i fets (1977)
- Tractat de geografía (1980)
- Temps d’esbrotar (1989)
- Metàfora (2009).

Biografías y  assaig
- Converses amb Frederica Montseny (1977).
- Tretze contes llibertaris (1981).
- Retrats contemporanis (1991).
- Deu daus (1991).   (Premi Joan Fuster d’assaig i Premi Nacional d’assaig).
- Joan Triadú, l’impuls obstinat (1994).
- Pere Calders, veritat oculta (1998)
- Maria Aurèlia Capmany. L’època d’una dona (2000); segona edició, 2018 (Premi Serra d’Or de biografies i memòries).
- Nèstor Luján. El periodisme liberal. (2004). (Premi Serra d’Or de biografies i memòries).
- Temps indòcils (2007).
- Cartes a Clara, una periodista del segle XXI (2010).
- El notari Raimon Noguera i el llegat de Picasso, Miró i Pau Casals (2011).
- Espriu, transparent (2013). (Premi Quima Jaume, de Cadaqués, a la trajectòria literaria).
- 1914-2014. Per entendre l’Europa del segle XX (2014).
- Bàrbara (2015).
- Zuric, 1917: Lenin, Joyce, Tzara (2017).
- Crònica al marge  (2019).